# والاس غيفنز
والاس غيفنز (بالإنجليزية: Wallace Givens)‏ هو عالم حاسوب ورياضياتي أمريكي، ولد في 14 ديسمبر 1910، وتوفي في 5 مارس 1993.